# Pure and Applied Mathematics Quarterly
Pure and Applied Mathematics Quarterly,  meestal afgekort tot Pure Appl. Math. Q., is een internationaal, aan collegiale toetsing onderworpen wetenschappelijk tijdschrift op het gebied van de wiskunde. Het wordt uitgegeven door International Press en verschijnt 4 keer per jaar. Het eerste nummer verscheen in 2005.

## Websites
- Pure and Applied Mathematics Quarterly op OCLC WorldCat
- Pure and Applied Mathematics Quarterly op Genamics JournalSeek